# Ruta de Rhode Island 112
La Ruta de Rhode Island 112, y abreviada R.I. 112 (en inglés: Rhode Island Route 112) es una carretera estatal estadounidense ubicada en el estado de Rhode Island. La carretera inicia en el Sur desde la  US 1     en Charlestown hacia el Norte en la  Ruta 138     en Richmond. La carretera tiene una longitud de 13,7 km (8.5 mi).

## Mantenimiento
Al igual que las autopistas interestatales, y las rutas federales y el resto de carreteras estatales, la Ruta de Rhode Island 112 es administrada y mantenida por el Departamento de Transporte de Rhode Island por sus siglas en inglés RIDOT.

## Cruces
La Ruta de Rhode Island 112 es atravesada principalmente por la  Ruta 91     en Carolina.